# Daihatsu Mebius
Daihatsu Mebius (яп. ダイハツ・メビウス) — гибридный автомобиль компании Daihatsu. Выпускается с апреля 2013 года по настоящее время. Собирается на заводе Tsutsumi в городе Тоёта.
Daihatsu Mebius является бюджетной версией универсала Toyota Prius Alpha. Единственное отличие — исключительно пятиместная компоновка.

## Технические характеристики
Автомобиль выпускается только в кузове DAA-ZVW41N. В апреле 2014 года был проведён рестайлинг. Силовая установка автомобиля состоит из бензинового и электрического двигателей. Суммарная максимальная мощность 136 лошадиных сил.
4-цилиндровый 16-клапанный бензиновый двигатель с системой VVT-i, объёмом 1797 см³ с жидкостным охлаждением мощностью 99 лошадиных сил. Двигатель работает по циклу Аткинсона, отличающийся повышенным КПД, с высокой степенью сжатия 13,0. Оборудован системой рециркуляции выхлопных газов. Модель двигателя — 2ZR-FXE. В целях экономии топлива на автомобилях отсутствует холостой ход, а также оборудован электрическим усилителем руля. В качестве трансмиссии установлена электрическая бесступенчатая коробка передач (гибридный синергетический привод). В паре с бензиновым двигателем работает электрический синхронный двигатель переменного тока мощностью 82 лошадиные силы. Модель двигателя — 5JM. Электродвигатель питается от основной батареи, состоящей из 28 никель-водородных малых батарей, ёмкостью по 6,5 А·ч каждая.

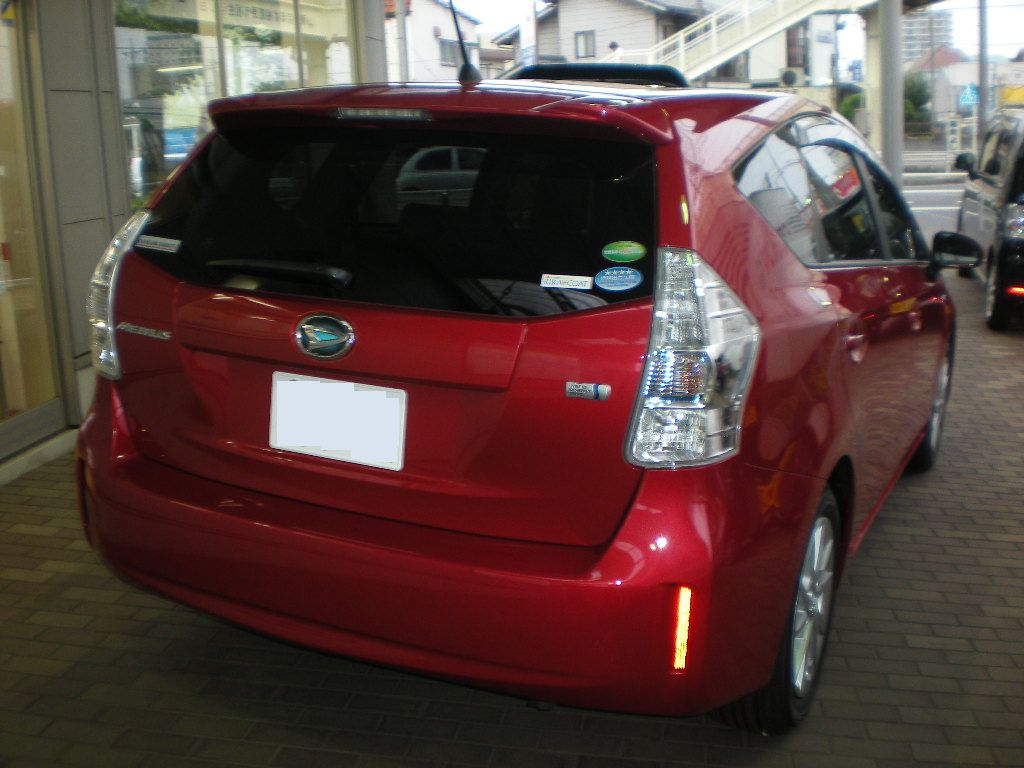
Daihatsu Mebius

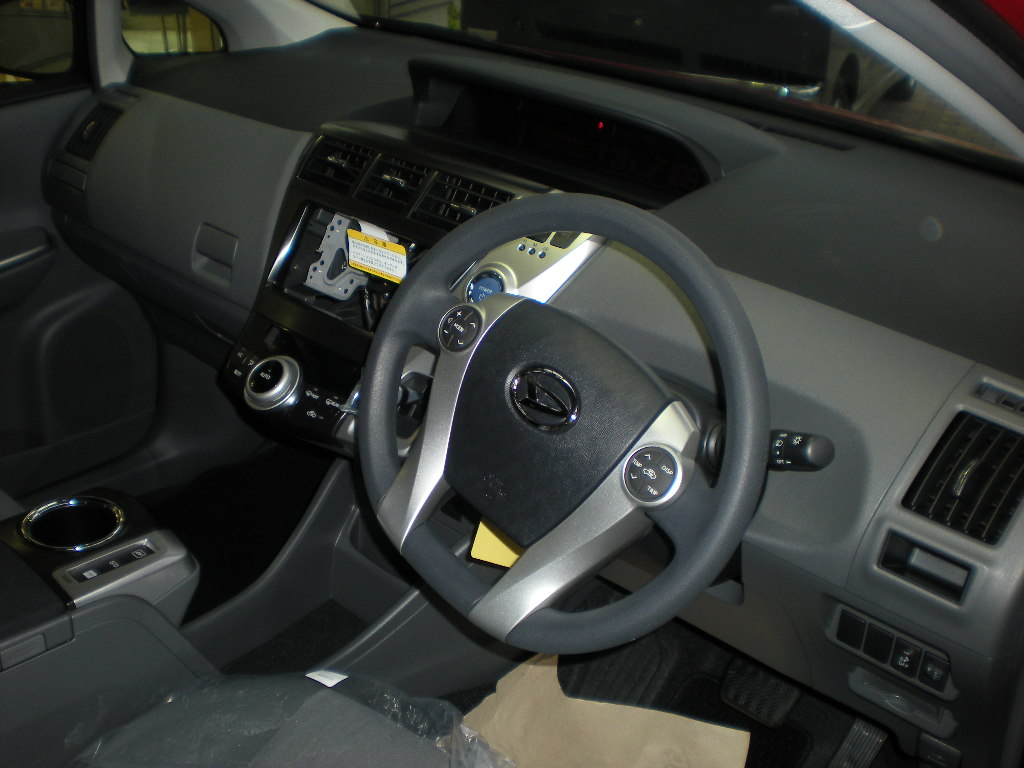
Интерьер Daihatsu Mebius

После рестайлинга модели в августе 2013 года расход топлива составляет 26,2 км/л в режиме JC08 (японский метод измерения расхода топлива).